# 拉里·康貝斯特
拉里·康貝斯特（英語：Larry Combest；1945年5月20日—）是美国的一位政治人物，曾於1985年至2003年間擔任聯邦眾議員。1999年至2003年期間，康貝斯特是美國眾議院農業委員會主席。他的黨籍是共和黨。2002年，康貝斯特宣布他將退出政壇，